# Reidingpark
Het Reidingpark is een klein park in de Nederlandse plaats Drachten, genoemd naar de familie Reiding die in de 19e eeuw veel invloed had in Smallingerland. Het park heeft oude eikenbomen, een waterpartij, een kunstmatige heuvel (de zogenaamde 'Drachtsterberg') en aan drie zijden een gracht.

## Geschiedenis
Drachten is nooit een dorp geweest met veel deftige huizen. Een van de eerste deftige woningen die in Drachten werden gebouwd was het 'slot' dat Cornelis van Haersma in 1738 in Zuider Drachten liet bouwen en dat bekend stond als Boermastate of Bouburg. Het slot werd in 1825 afgebroken en daarmee verdween ook een wandelpark voor de Drachtster bevolking. Een tweede buitenverblijf werd in 1837 gesticht door de toenmalige grietman van Smallingerland baron Maurits Pico Diderik van Harinxma thoe Slooten. Het buitenverblijf stond aan de Zuiderlijkweg, schuin tegenover waar sinds de jaren 60 De Lawei staat. Het slot heeft er nauwelijks 5 jaar gestaan want door onmin met de bevolking liet de grietman het in 1842 afbreken en in zijn nieuwe woonplaats Beetsterzwaag weer opbouwen, waar het nog bekend staat als Harinxmastate.

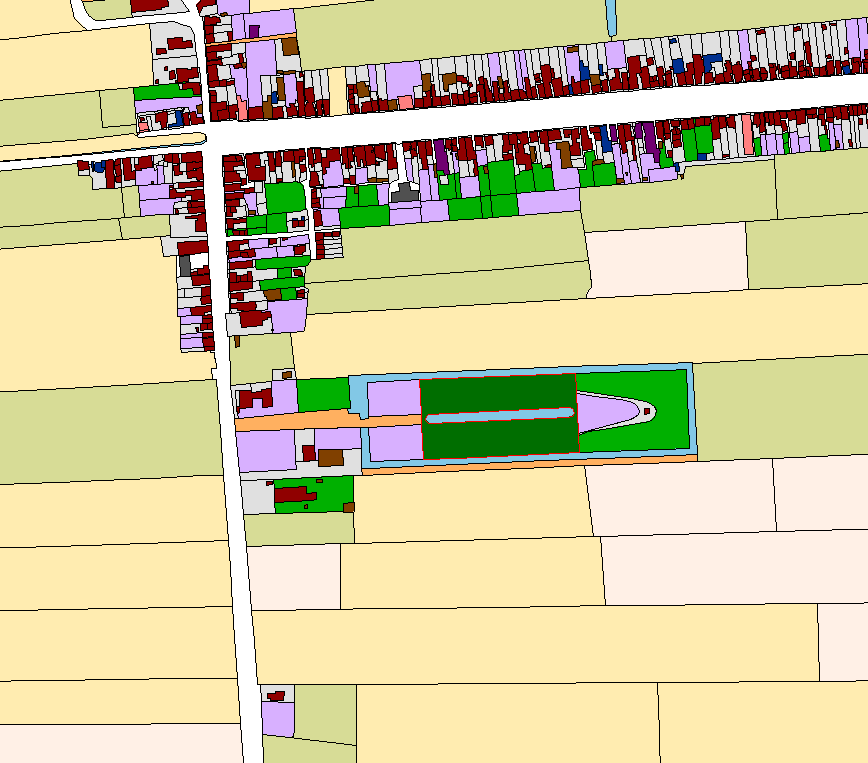
Reidingpark op kadastrale kaart 1832

Grenzend aan het perceel van de grietman stond het huis van de familie Reiding. Direct aan de zuidkant van het pand stond een groot toegangshek met daar daarachter een lange laan, doorlopend tot aan een middenvijver om vervolgens over te gaan in een bos met in het midden een 'berg'. Sytse Fokkes Reiding, van 1788 tot 1798 en van 1799 tot 1830 secretaris van Smallingerland had er zijn domicilie. Later woonde in het huis zijn zoon Fokke Sytzes Reiding, die van 1831 tot 1868 secretaris en van 1868 tot 1886 burgemeester van Smallingerland was. Na het overlijden van Fokke Sytses bewoonden zijn ongehuwde dochters Hebbeltje (1831-1900) en Eleonora (1837-1915) het herenhuis nog verscheidene jaren.
In 1915 liet de nieuwe eigenaar notaris Jan Foppo de Jong Posthumus een grondige verbouwing aan het pand doorvoeren en breidde het huis aan de zuidzijde uit met een kantoor. Na het overlijden van de notaris in 1941 kreeg het 'huis met het park' een belangrijke plaats binnen de Drachtster katholieke gemeenschap. Het gaf onderdak aan ongehuwde mannen en kreeg in 1943 de naam R.K. Verpleeghuis 'Sint Jozef'. Onder leiding van nonnen heeft het op bescheiden schaal enkele jaren dienst gedaan als kraamkliniek. Na de komst van het protestants ziekenhuis in Drachten werd het gebouw bestemd voor opvang van geestelijk en lichamelijk gehandicapten als voorloper van 'Maartenswouden'.

### Park met berg, vijver en gracht
Sytse Fokkes Reiding liet de vijver en de gracht rondom het park graven, de vrijgekomen aarde werd gebruikt om de berg op te werpen. Voor het werken aan de berg ontvingen de arbeiders een dagloon van vier cent. Er wordt ook wel gesproken van een werkverschaffingsobject. De tuin was rijkelijk voorzien van bomen en struikgewas, in een later stadium is bovenop de berg een koepeltje (zomerhuisje) geplaatst.
In het westelijke deel van het park werden samenkomsten, muziekuitvoeringen en soms een openluchtspel gehouden. De 'Drachtster Vrijzinnig Christelijke Jongeren Bond' speelde op 15 september 1933 in het park een toneelbewerking van De Burgers van Calais voor circa twaalfhonderd bezoekers. In 1933 huurde de plaatselijke VVV het park voor de tijdsduur van vijf jaar, om het vanaf 1 april 1934 tegen betaling voor publiek open te stellen. Een groot succes was het niet; de VVV verkocht in 1936 slechts 245 dagkaarten en 26 seizoenskaarten hetgeen resulteerde in een exploitatietekort van 366,48 gulden.
De toestand van het park verslechterde gedurende de Tweede Wereldoorlog, veel bomen werden door de bevolking gebruikt als brandhout. In juni 1959 kocht de gemeente Smallingerland het parkje met de berg voor een prijs van circa één gulden per vierkante meter van de R.K. Stichting Drachten. Landschapsarchitect Hein Otto ontwierp daarna een plan tot verbetering van het park, nadrukkelijk gericht op het behoud en onderhoudsvriendelijk maken van de berg.

### Berglaan en Reidingpark
In 1922 kreeg het pad langs de zuidkant van het park de naam Berglaan, naar de berg in het naastliggende park. In 1937 werd de naam gewijzigd in Burgemeester Reidinglaan en in 1939 weer veranderd in Reidinglaan. Bij raadsbesluit van 7 november 1957 werd de naam van de weg opnieuw Berglaan. Tegelijk vond men dat de naam van de vroegere burgemeester Reiding in ere moest blijven en werd het voorstel zijn naam aan het park te verbinden aanvaard.
Voor de realisatie van het winkelcentrum Raadhuisplein werd het fraaie herenhuis (toen Burgemeester Wuiteweg 1) in 1968 afgebroken. Daarmee verdween niet alleen een fraai pand in Drachten maar ook een monumentaal huis dat jarenlang een belangrijke plek in de plaatselijke geschiedenis heeft ingenomen. Het achterliggende park werd niet alleen door De Drift doorsneden maar ook aanmerkelijk kleiner gemaakt. Een deel van de tuin met berg is behouden gebleven, het huidige Reidingpark.
In 2009 werd het Reidingpark grondig gerenoveerd. De paden werden opgeknapt, de doorgangen naar Berglaan en de Meent werden verbeterd en de 'hoge bult' voorzien van betonnen banken. Een paar jaar later ondervonden omwonenden steeds meer overlast door grote groepen hangjongeren. Na een aantal incidenten in het plantsoen vroegen ze de gemeente Smallingerland om maatregelen te nemen. Daarop kreeg het park in 2020 opnieuw een grondige onderhoudsbeurt om de veiligheid van de mensen en de staat en gezondheid van het groen te verbeteren.

## Boog
Bij de ingang aan De Drift staat het kunstwerk 'Boog' van Ids Willemsma uit 1994. Het kunstwerk is 10 meter hoog en 8 meter lang en vormt een verbinding tussen de stad en park. De in een hoek van 45 graden gebogen vorm sluit aan bij de heuvel in het park. De boog is opgebouwd uit rechthoeken die zijn gepotdekseld, een oude techniek die gebruikt werd in de scheepsbouw. Het kunstwerk verwijst dus ook naar de scheepsbouw die vroeger in Drachten werd bedreven. Omdat het na plaatsing het direct als gevaarlijk speelobject werd gebruikt is er een hekje voor geplaatst.

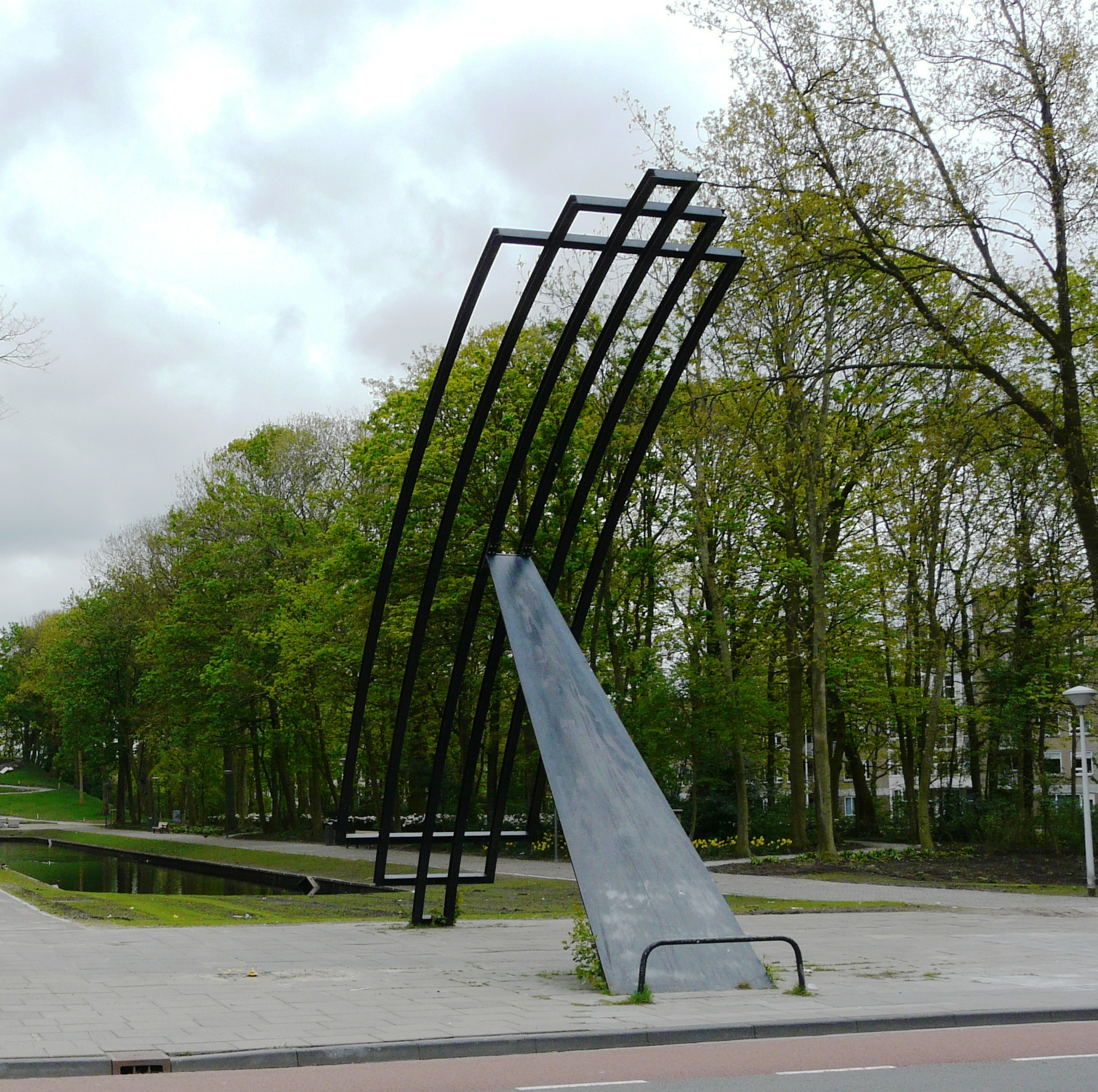
Het kunstwerk van Ids Willemsma
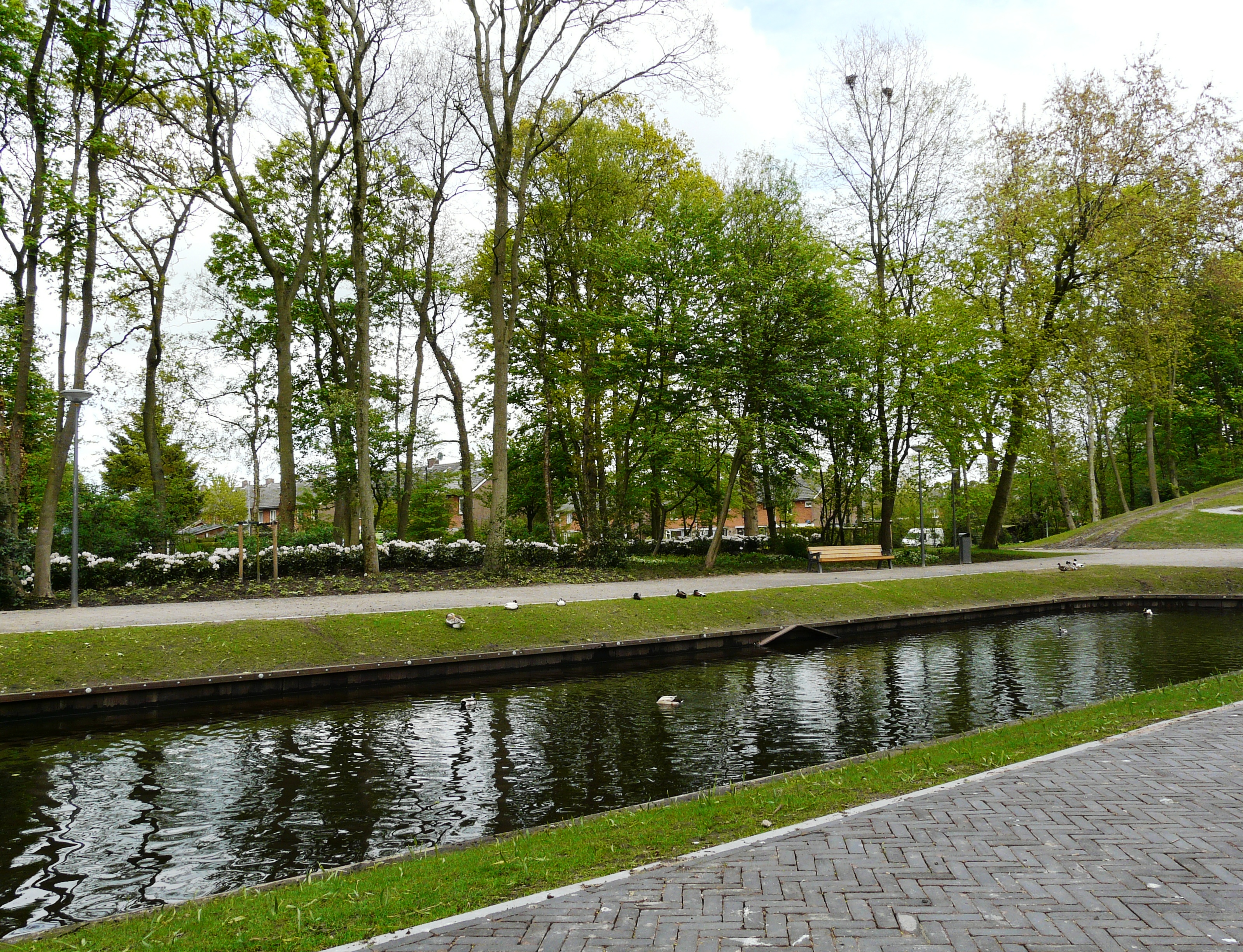
Vijver

Reidingpark · 
Slingepark · 
Thalenpark · 
Van Haersmapark · 
Vrijheidspark

Parken in Friesland